# Fanny Cosandey
Pour les articles homonymes, voir Cosandey.
Fanny Cosandey, née en 1967, est une enseignante-chercheuse et historienne française.
Directrice d'études de l'École des hautes études en sciences sociales depuis 2018, elle est spécialiste de la monarchie d'Ancien Régime.

## Biographie
En 1997, Fanny Cosandey obtient un doctorat en histoire à l'École des hautes études en sciences sociales (EHESS) avec une thèse intitulée La reine de France, symbole et pouvoir : la place de la reine dans le système monarchique français, xve siècle-xviiie siècle et rédigée sous la direction de Robert Descimon.
Elle est ensuite maître de conférences en histoire moderne à  Nantes Université puis à l'EHESS. En 2017, elle est élue directrice d'études de l'EHESS, sur une chaire intitulée « Patrimoine et souveraineté. Anthropologie du Régime monarchique »,.

## Prix
- Prix Eugène-Colas de l'Académie Française en 2017 pour l'ouvrage Le Rang. Préséances et hiérarchies dans la France d’Ancien Régime[5].
- Prix Thorlet de l'Académie des sciences morales et politiques en 2017  pour l'ouvrage Le Rang. Préséances et hiérarchies dans la France d’Ancien Régime[6].

## Publications
- La reine de France, symbole et pouvoir, Paris, Gallimard, Bibliothèque des Histoires, 2000, 414 p.
- Monarchies française et espagnole, XVIe – XVIIe siècles, Paris, Atlande, 2001 (en collaboration avec Isabelle Poutrin), 640 p.
- L'absolutisme en France. Histoire et historiographie, Paris, Le Seuil, 2002 (en collaboration avec R. Descimon), 316 p.
- Dire et vivre l’ordre social en France sous l’Ancien Régime, Paris, éditions de l’EHESS, 2004 (Textes réunis par F. Cosandey), 336 p.
- A la croisée des temps. Approches d’histoire politique, juridique et sociale, (dir., en collaboration avec Pierre Bonin, Elie Haddad et Anne Rousselet-Pimont), Rennes, Presses Universitaires de Rennes, 2016, 212 p.
- Le rang. Préséances et hiérarchies dans la France d'Ancien Régime, Paris, Gallimard, Collection Bibliothèque des histoires, 2016, 496 p. Prix Eugène-Colas de l'Académie Française et prix Thorlet de l'Académie des sciences morales et politiques, 2017
- Reines et mères: famille et politique dans la France d'Ancien régime, Paris, Fayard, 2022, 296 p. (ISBN 978-2-213-71183-6).